# Giovanni Battista De Nobili
Giovanni Battista De Nobili (1824, La Spezia - 10 février 1886, La Spezia), marquis de Vezzano Ligure, est un homme politique italien.

## Biographie
Giovanni Battista De Nobili nait en 1824 dans une famille aristocratique ligure. Il a également trois frères: Grimaldo, Giovanni et le marquis Giuseppe Maria, qui sera le père du député Prospero De Nobili (1858-1945) et le grand-père du député et ambassadeur Rino De Nobili (1889-1947).
Giovanni Battista hérite du titre de marquis de Vezzano qui comprend les communes de Vezzano Ligure et de Beverino ainsi que les hameaux de Carpena et de Vesigna (tous deux à Riccò del Golfo di Spezia), de Montedivalli (à Podenzana) et de Ponzano (à Santo Stefano di Magra).
En 1860, la péninsule italienne alors divisée en plusieurs petits royaumes et principautés indépendants est unifiée. À cette date, la charge de maire, qui existait déjà dans certaines villes, est étendu à toutes les communes italiennes et ainsi Giovanni Battista De Nobili devient le 1er maire de La Spezia, ville comptant alors presque 20 000 habitants. Deux ans plus tard, en 1862, il perd son poste de maire au profit de Francesco Castagnola qui est élu.
La même année, son frère Giuseppe Maria décède et il est suivi quatre ans après par sa femme Angiola Samengo qui laisse par conséquent les neveux de Giovanni Battista orphelins. Prospero De Nobili, âgé de 12 ans, et ses deux frères Giuseppe et Marcello se retrouvent alors propriétaire d'une fortune considérable mais sans parents et Giovanni Battista décide de les adopter et de les élever. Il paye également leurs études et envoie ainsi Prospero De Nobili, futur député et sous-secrétaire d’État, étudier à l'Université de Turin en 1877 puis à celle de Gênes en 1880.
En 1869, il est élu maire de La Spezia pour la seconde fois en succédant à Giovanni Battista Cozzani-Massa, la population est d'alors presque 30 000 habitants. Il garde se poste pendant deux ans mais il l'abandonne au début de l'année 1871 et Lorenzo Chiappetti lui succède. En effet, le 5 décembre 1870, il avait été élu au Parlement en devenant ainsi député italien dans le cadre de la XIe législature du royaume d'Italie. La XIe législature se termine le 20 septembre 1874 et Giovanni Battista De Nobili rentre à La Spezia.
Il se retire alors de la vie publique et il décède le 10 février 1886, année où son fils adoptif Prospero De Nobili est élu conseiller municipal de La Spezia.